# Boleradice
Boleradice är en köping i Tjeckien.   Den ligger i regionen Södra Mähren, i den sydöstra delen av landet, 210 km sydost om huvudstaden Prag. Boleradice ligger 203 meter över havet och antalet invånare är 867.
Terrängen runt Boleradice är huvudsakligen platt, men västerut är den kuperad. Runt Boleradice är det ganska tätbefolkat, med 100 invånare per kvadratkilometer. Närmaste större samhälle är Hustopeče, 6,3 km sydväst om Boleradice. Trakten runt Boleradice består till största delen av jordbruksmark.